# Satam al-Suqami
Satam Muhammed Abdel Rahman al-Suqami (en Árabe: سطَّام السُّقامي, Saṭām as-Suqāmī) (Riad, Arabia Saudita, 28 de junio de 1976 - Nueva York, Estados Unidos, 11 de septiembre de 2001) fue un estudiante de leyes saudí y uno de los cinco secuestradores que, según el FBI, tomaron el vuelo 11 de American Airlines en los atentados del 11 de septiembre de 2001 para estrellarlo en la Torre Norte del World Trade Center a las 8:46:30.

## Biografía
Nacido en la ciudad de Riad, al-Suqami fue un estudiante de leyes en la King Saud University. Mientras estudiaba allí, se unió a Majed Moqed para entrenar en campos de Al-Qaeda en Khalden, uno de los más grandes campos de entrenamiento que la red terrorista tenía cerca de la ciudad de Kabul. En noviembre del año 2000, los dos viajaron a Irán desde Baréin.
Según el FBI, al-Suqami pisó suelo estadounidense por primera vez el 23 de abril de 2001, con una visa que le permitía permanecer en el país hasta el 21 de mayo de ese mismo año. Sin embargo, al menos cinco residentes del Spanish Trace Apartments dicen reconocer a al-Suqami y a Salem al-Hazmi como inquilinos de esos apartamentos en San Antonio mucho antes que esas fechas. Más llamativo aún es que los residentes que reconocieron a al-Suqami y a al-Hazmi dicen que las fotografías otorgadas por el FBI están revertidas. Otras versiones más confusas, sugieren que al-Suqami vivió con Waleed al-Shehri en Hollywood (Florida) y que alquilaron un Toyota Corolla negro.
El 19 de mayo de 2001, al-Suqami y Waleed al-Shehri tomaron un vuelo desde Fort Lauderdale a Freeport, en Bahamas donde reservaron una habitación en el Princess Resort. Sin embargo, la falta de documentación provocó que al aterrizar en Bahamas, las autoridades de ese país los regresaran a Florida donde alquilaron un Kia Rio rojo.
Él fue uno de nueve terroristas que abrieron una cuenta bancaria en SunTrust con dinero depositado, en junio de 2001, y el 3 de julio de ese mismo año, se le otorgó una Tarjeta de Identificación del Estado de Florida. Por este tiempo, y utilizando su carnet de conducir saudí, logró conseguir un carnet de conducir del Estado de Florida donde colocó la misma dirección que Wail al-Shehri. Pese a esto, la Comisión del 11-S sostuvo que al-Suqami fue el único de los secuestradores que no obtuvo una tarjeta de identificación estadounidense.
Durante el verano de 2001, al-Suqami, junto a Wail y Waleed al-Shehri pagaron un mes de gimnasio en el centro de Jim Woolard. (Mohamed Atta y Marwan al-Shehhi también entrenaron en ese gimnasio).
Conocido como Azmi durante los preparativos, al-Suqami fue nombrado como uno de los secuestradores "de fuerza", quienes no estaban designados para actuar como pilotos. El director de la CIA George Tenet luego explicó que probablemente "ellos simplemente fueron informados de que eran parte de una misión suicida dentro de los Estados Unidos".

## Día del ataque, 11 de septiembre de 2001
El 10 de septiembre de 2001, al-Suqami compartió una habitación de hotel junto a tres secuestradores del Vuelo 175, Marwan al-Shehhi, Fayez Banihammad, y Mohand al-Shehri. Durante la noche, uno de ellos intentó contratar servicios de prostitutas, pero cancelaron el pedido, posiblemente debido a problemas de finanzas.
El día de los ataques, al-Suqami abordó el Vuelo 11 de American Airlines utilizando su pasaporte saudí. En el Aeropuerto Internacional Logan fue seleccionado por el sistema informático aleatorio para que su equipaje fuera revisado, que se aseguraría de que no llevaba explosivos. Ese procedimiento no implicaba más controles en el sector de chequeo de pasajeros.
Un memorándum de la Administración Federal de Aviación, publicado en febrero de 2002, señalaba que al-Suqami le disparó al pasajero Daniel M. Lewin (sentado en 9B), cofundador de Akamai y exmiembro del Sayeret Matkal, quien intentó frenar el secuestro. Basados en la llamada desesperada de una azafata del vuelo, esa información ha sido objeto de discusión, desde que tanto la FAA como el FBI han negado rotundamente la presencia de armas de fuego en los aviones. La versión que más se toma como cierta ahora es que al-Suqami apuñaló a Lewin cuando éste intentó detener el secuestro.
El pasaporte de al-Suqami fue encontrado por un transeúnte en la Vesey Street, antes de que las torres colapsaran. Un columnista del periódico británico The Guardian expresó incredulidad acerca de esta información, alegando que le parecía imposible que un simple pasaporte hecho de papel sobreviviera al infierno que se desató en el avión y que por el contrario, las cajas negras nunca fueran encontradas.